# Eisenbahnunfall von Viareggio
Bei dem Eisenbahnunfall von Viareggio entgleiste am 29. Juni 2009 im Bahnhof von Viareggio, Italien, ein Güterzug beladen mit flüssigem Butan, dessen Ladung zum Teil explodierte. 32 Menschen starben.

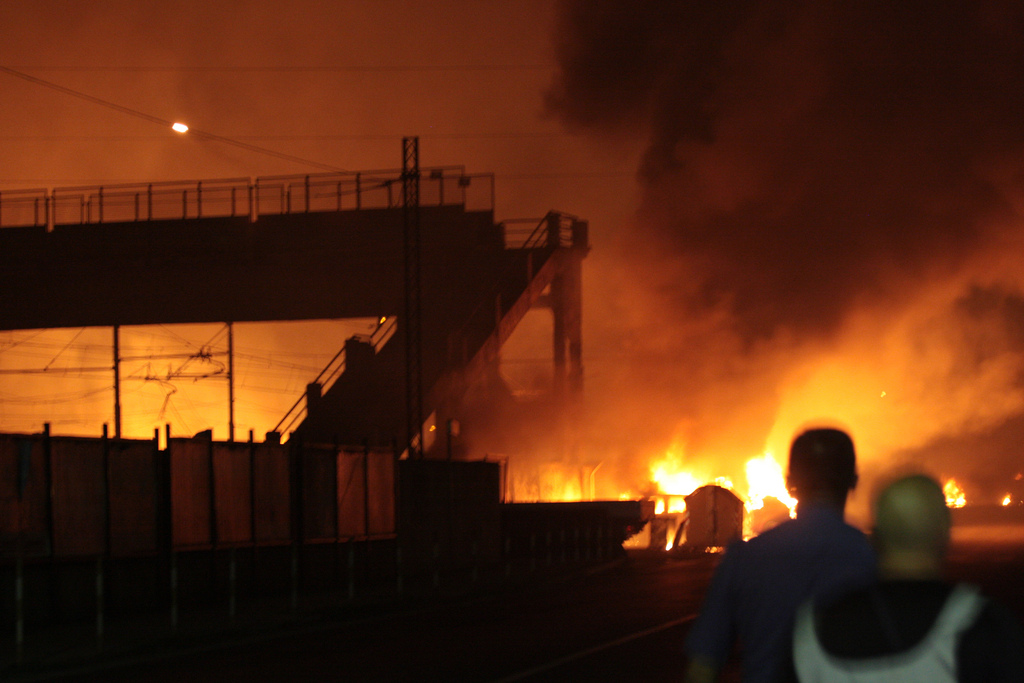
Der brennende Zug im Bahnhof von Viareggio

## Ausgangslage
Der Güterzug Nr. 50325 der Trenitalia war auf der Bahnstrecke Pisa–Genua von Trecate nach Gricignano di Aversa unterwegs. Der Zug wurde von der Lokomotive E.655.175 gezogen und bestand aus 14 Kesselwagen der GATX, die zum Teil bei der Polnischen Staatsbahn (PKP) und zum Teil bei der Deutschen Bahn eingestellt waren. Der Einsteller ist für den Unterhalt der Eisenbahnwagen zuständig.

## Unfallhergang

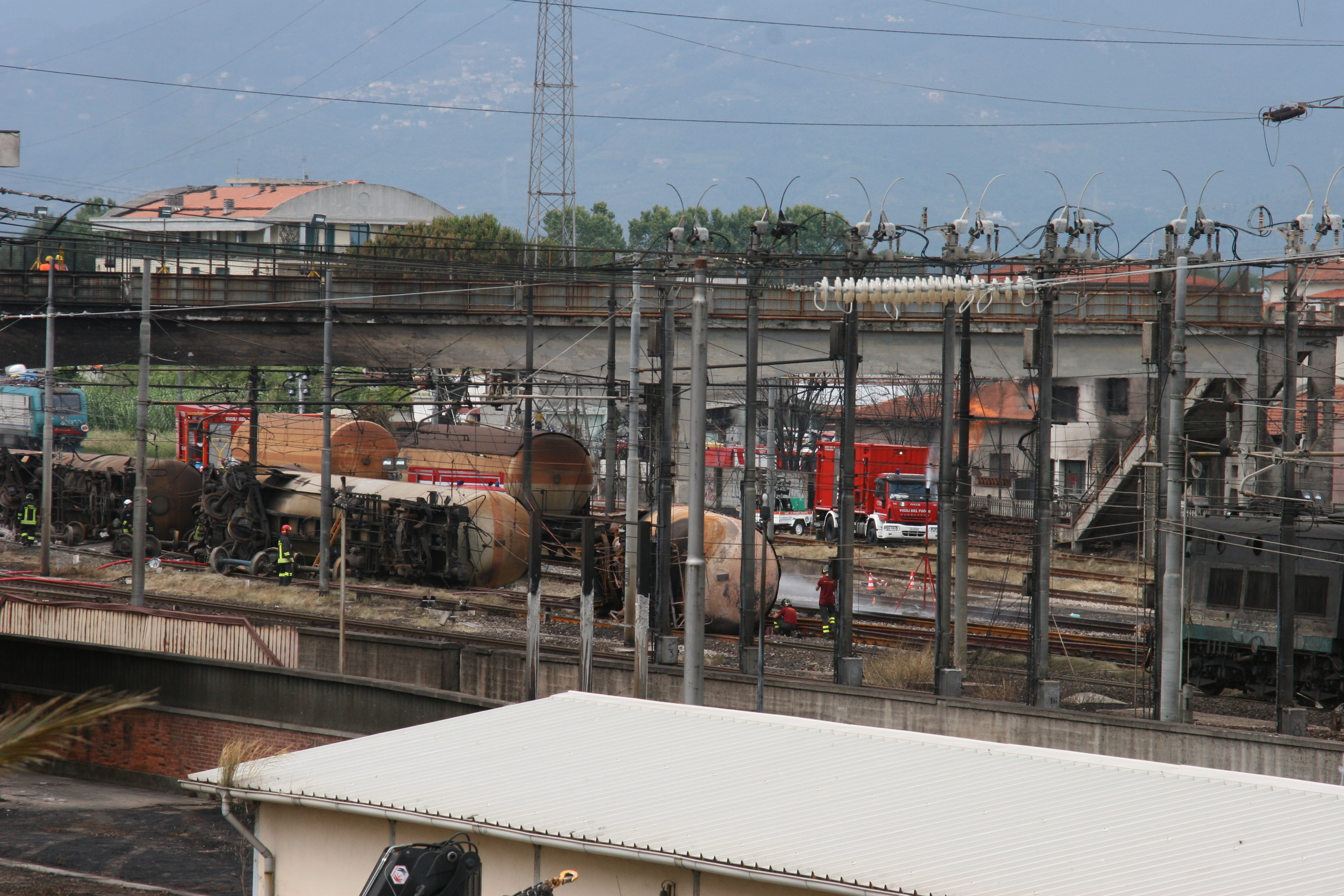
Ausgebrannte Kesselwagen im Bahnhof von Viareggio

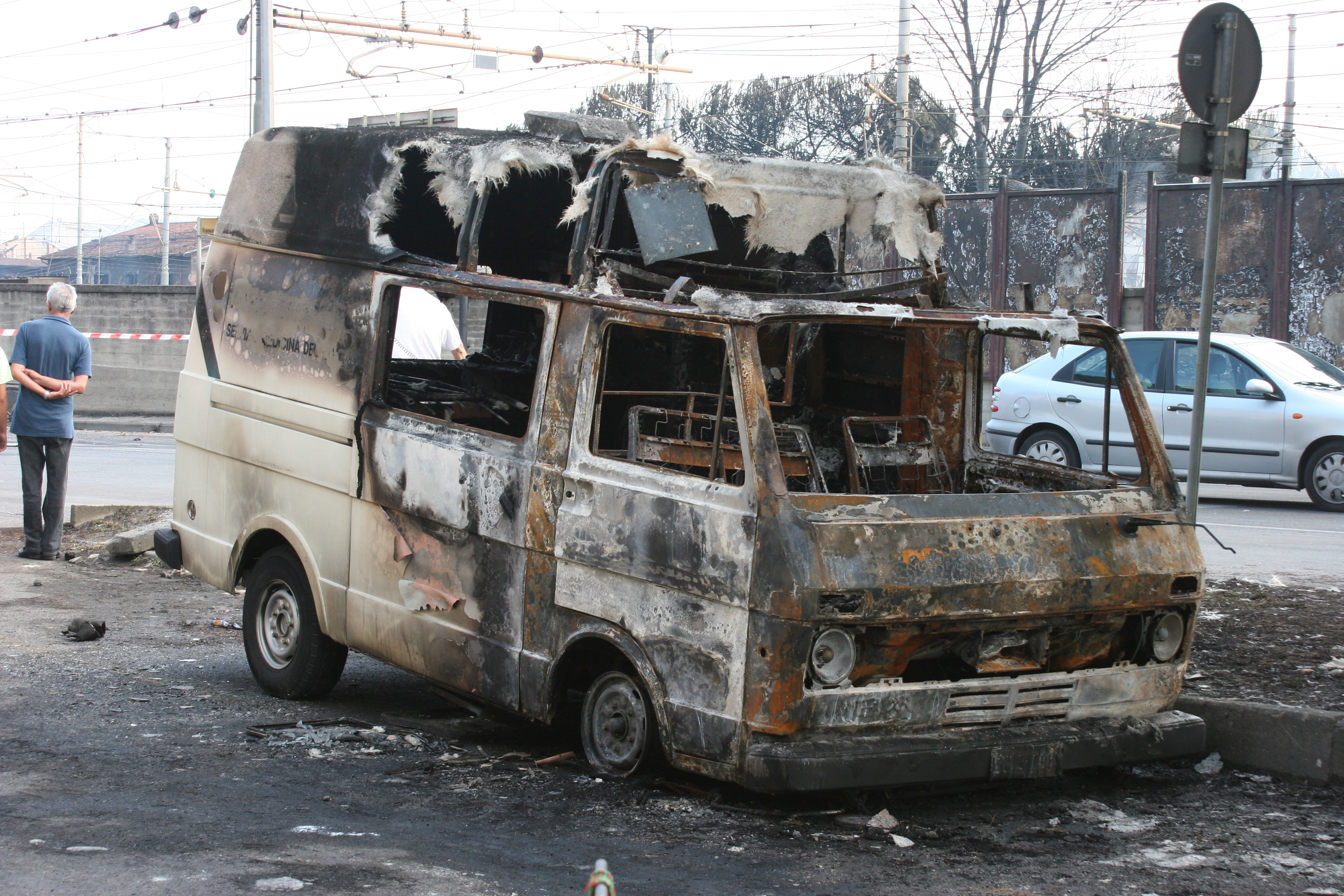
Ausgebranntes Kfz neben der Unfallstelle

Um 23:48 Uhr entgleiste der erste Wagen des Zuges, einer der Güterwagen, die bei der Deutschen Bahn eingestellt waren, bei der Einfahrt in den Bahnhof von Viareggio. Die Entgleisungsstelle befand sich auf einem geraden Stück Gleis, ohne Weiche. Ursache war ein Riss in einem Rad, der bei einer vorangegangenen Revision übersehen worden war. Der Wagen schlug gegen die Bahnsteigkante und kippte, ebenso wie die folgenden vier Wagen, nach links. Dabei wurde der Tank mit Flüssiggas aufgerissen. Die beiden darauf folgenden Wagen entgleisten ebenfalls, ohne umzukippen, die letzten sieben Wagen blieben im Gleis. Der Zug kam nach 500 Metern, 200 Meter hinter dem Bahnsteigende, zum Stehen. Das Flüssiggas strömte aus, auch in das dem Bahnhof benachbarte Stadtviertel, und entzündete sich.

## Folgen

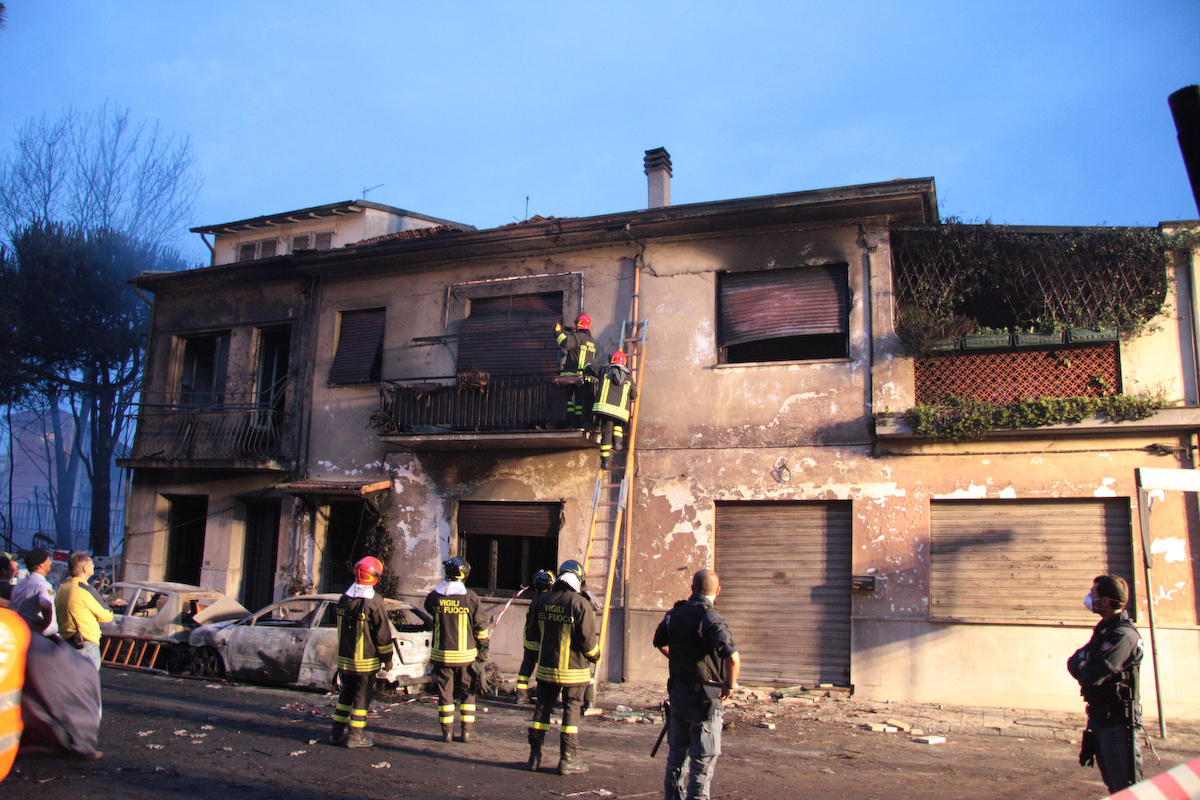
Gebäudeschäden an der Unfallstelle

32 Menschen starben, 27 wurden verletzt. Der Brand verursachte schwere Zerstörungen an Eisenbahninfrastruktur und Gebäuden in der Umgebung. Etwa 1.000 Menschen wurden evakuiert. Zwei Häuser stürzten ein. Große Teile von Viareggio wurden beschädigt, 100 Menschen wurden obdachlos. Die beiden Lokomotivführer entkamen mit leichten Verletzungen.

## Aufarbeitung
Die Europäische Eisenbahnagentur arbeitete nach dem Unfall gesamteuropäisch auftretende Probleme mit Achsen von Eisenbahnfahrzeugen auf und veröffentlichte dazu einen Bericht.
Am 13. November 2013 begann in Lucca ein Prozess gegen 33 Angeklagte. Die Anklage umfasste das Herbeiführen eines Eisenbahnunfalls und mehrfache fahrlässige Tötung. Das Urteil wurde am 31. Januar 2017 verkündet. Das Gericht kam zu der Ansicht, dass der Riss in dem Rad bei der Revision hätte festgestellt werden müssen. Daraufhin verurteilte es 24 Angeklagte, davon  sechs deutsche Mitarbeiter des Güterwagenunternehmens GATX Rail Europe, zu Haftstrafen zwischen acht und neun Jahren. Der ehemalige Manager der Rete Ferroviaria Italiana und der für die Instandhaltung der Eisenbahninfrastruktur Zuständige erhielten je sieben Jahre Haft, der damals für die Logistik Verantwortliche sieben Jahre und sechs Monate. GATX wurde darüber hinaus zu einer Geldstrafe von 480.000 Euro verurteilt. Acht Angeklagte wurden freigesprochen. Die Staatsanwaltschaft hatte weit höhere Strafen verlangt. Gegen dieses erstinstanzliche Urteil legten die Verurteilten Berufung ein. Das erstinstanzliche Urteil wurde durch die Berufungsinstanz 2019 weitgehend bestätigt. Dagegen ist aber noch die Revision vor dem Obersten Gericht in Rom möglich. Revisionsverfahren ziehen sich bei umfangreichen Strafprozessen in Italien auch schon mal so lange hin, dass Haftstrafen verjähren.